# Liste des aéroports les plus fréquentés au Cap-Vert
Cet article dresse la liste des aéroports les plus fréquentés de l'archipel du Cap-Vert.

## En graphique
Les données sont issues de Wikidata, elles-mêmes généralement sourcées par les publications de l'ASA, comme celles-ci,.
Pour des raisons techniques, il est temporairement impossible d'afficher le graphique qui aurait dû être présenté ici.

Voir la requête brute et les sources sur Wikidata.

## Liste
| Île         | Ville        | OACI | AITA | Nom                                   | Année 2019 |
| ----------- | ------------ | ---- | ---- | ------------------------------------- | ---------- |
| Sal         | Espargos     | GVAC | SID  | Aéroport international Amílcar Cabral | 1 192 828  |
| Santiago    | Praia        | GVNP | RAI  | Aéroport international Nelson-Mandela | 648 970    |
| Boa Vista   | Rabil        | GVBA | BVC  | Aéroport de Rabil                     | 574 882    |
| São Vicente | São Pedro    | GVSV | VXE  | Aéroport international Cesária-Évora  | 253 077    |
| Fogo        | São Filipe   | GVSF | SFL  | Aérodrome de São Filipe               | 66 464     |
| São Nicolau | Preguiça     | GVSN | SNE  | Aérodrome de Preguiça                 | 21 977     |
| Maio        | Vila do Maio | GVMA | MMO  | Aérodrome de Maio                     | 13 733     |